# Vicenç Maria Triadó i Constansó
Vicenç Maria Triadó i Constansó (Barcelona, 1833 - 1923) va ser rector de la parròquia del Sant Àngel Custodi, de Barcelona, de 1882 a 1893. durant el seu rectorat es construí una nova església. Es distingí durant la pesta i les febres del segle xix per la seva prompta assistència als malalts. Va ser l'impulsor de la creació de l'escola Joan Pelegrí coneguda també com a Centre Montserrat-Xavier.

## Anecdotari
A inicis d'abril de 1888 el Rector Triadó trobà un mil·liari de la Via Augusta. Dit mil·liari era gravat amb la inscripció:
«Ti. Claudio. Drusi, f. Caes / augusto. germanico. pont / maxiMO. TRIB. POtestate. viii / imp. xvi. COS. IIII. PATRI. PAtriae /pro CoNSULI / via. aVGVSTA». Aquest fet fou recollit setmanes després per Boletín de la Reial Acadèmia de Historia.